# Stephan Krehl

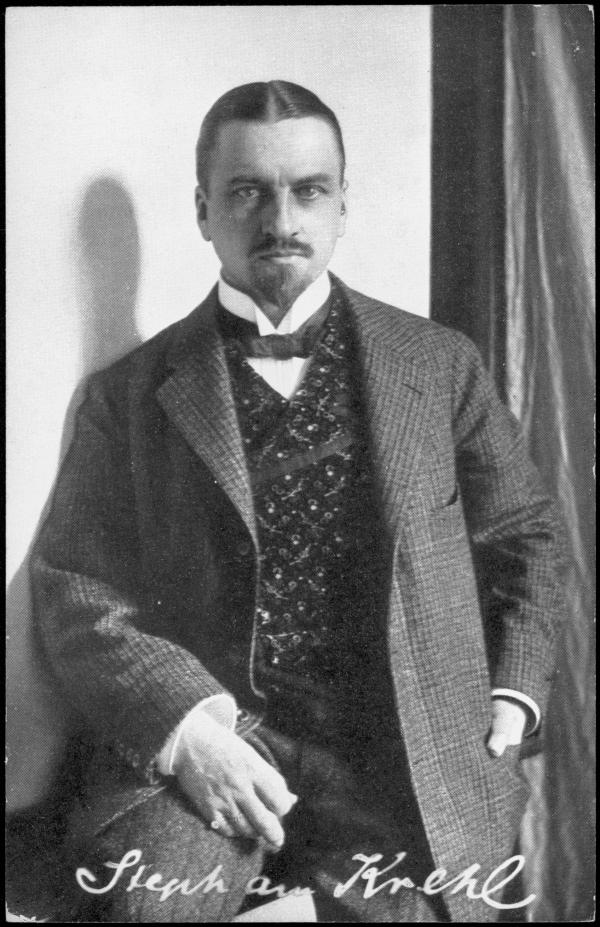

Stephan Krehl (Leipzig, 5 de julio de 1864 - Leipzig, 7 de abril de 1924), fue un compositor y teórico de la música alemán. Era hijo del también compositor alemán Ludolf Krehl.
Krehl fue profesor de piano y solfeo en el Conservatorio de Karlsruhe entre los años 1889 y 1902. Desde 1902 hasta su muerte, Krehl continuo como profesor, pero en Leipzig. Algunos de sus estudiantes fueron Pablo Sorozábal, Günther Ramin, Rudolf Mauersberger, Rudolf Wagner-Régeny, Peder Gram, Edvin Kallstenius, Stevan Hristić, Heinrich Sthamer y Johannes Weyrauch.
Algunos de sus escritos más famosos son Traité général de la musique y Théorie de la musique et de science de la composition.